# Leichtathletik-Länderkampf der Männer 1968 Italien – BR Deutschland – Belgien – Frankreich – Niederlande – Schweiz
| 9. Leichtathletik-Länderkampf mit bundesdeutscher Beteiligung 1968                                       | 9. Leichtathletik-Länderkampf mit bundesdeutscher Beteiligung 1968 |
| --- | ------------------------------------------------------------------ |
| |                                                                    |
| Sechsländervergleich der Männer: Italien – BR Deutschland – Belgien – Frankreich – Niederlande – Schweiz |                                                                    |
| Austragungsort                                                                                           | Brescia                                                            |
| Wettbewerbe                                                                                              | 22                                                                 |
| Datum | 20./21. Juli                                                       |
| 1. FRG 2. FRA 3. ITA 4. BEL 5. SUI 6. NLD                                                                | 143 Punkte 105 Punkte 093 Punkte 078 Punkte 067 Punkte 060 Punkte  |
| Chronik                                                                                                  |                                                                    |
| ← NLD-FRG 5kampf (F)                                                                                     | FRG-FRA (F) →                                                      |

Der neunte Vergleich des Länderkampfjahres 1968 war ein Sechsländerkampf der Männer. Am 20./21. Juli in Brescia hießen die Gegner Italien, Belgien, Frankreich, die Niederlande und die Schweiz, eine Begegnung, die zum vierten Mal stattfand. Zuvor hatte der Sieger stets Bundesrepublik Deutschland geheißen. Am selben Wochenende führten auch die Frauen einen Länderkampf durch.

## Wettbewerbe und Modus
In diesem Länderkampf wurden neben den üblichen zwanzig Disziplinen auch ein Marathonlauf und ein Zehnkampf ausgetragen. So fehlten aus dem olympischen Leichtathletikprogramm nur die beiden Gehwettbewerbe. In den meisten Konkurrenzen war jede Nation durch je einen Teilnehmer bzw. je eine Staffel vertreten. Dort wurde nach folgendem Schema gewertet:

Einzeldisziplinen: 1. Platz: 7 Punkte / 2. Pl.: 5 P / 3. Pl.: 4 P / 4. Pl.: 3 P / … – Staffeln: 1. Pl.: 9 P / 2. Pl.: 7 P / 3. Pl.: 6 P / 4. Pl.: 5 P / …

Ausgenommen von diesen Regelungen waren der Marathonlauf sowie der Zehnkampf. Hier konnten vier Teilnehmer je Land starten, von denen die drei Besten gewertet wurden. Die Punkte wurden verteilt wie folgt:

Marathonlauf: 1. Pl.: 11 P / 2. Pl.: 9 P / 3. Pl.: 8 P / 4. Pl.: 7 P / … – Zehnkampf: 1. Pl.: 14 P / 2. Pl.: 10 P / 3. Pl.: 8 P / 4. Pl.: 6 P / …

## Ergebnis
Wie in diesen Sechsländervergleichen zuvor lagen die bundesdeutschen Leichtathleten in fast allen Bereichen vorn. In den Laufdisziplinen erzielten sie vier Siege. Frankreich kam hier auf drei Erfolge, Belgien auf zwei, Italien auf einen. Auch im Marathonlauf gewann die Bundesrepublik Deutschland bei einem italienischen Einzelsieg die Teamwertung. Beide Staffeln gingen an die Bundesrepublik. In den Sprüngen verbuchte Italien mit zwei Siegen die meisten Erfolge. Die Bundesrepublik und Frankreich entschieden hier je einen Wettbewerb für sich. In der Kategorie Wurf/Stoß gab es in allen vier Disziplinen bundesdeutsche Siege. Im Zehnkampf, den die Bundesrepublik mit Athleten aus der zweiten Reihe bestritt, lag Frankreich bei einem italienischen Einzelsieg in der Mannschaftswertung vorn.
So gab es hier in Brescia mit 143 Punkten den fünften bundesdeutschen Erfolg in diesem Sechsländerkampf. Frankreich kam mit 105 Punkten auf den zweiten Platz vor Italien (93 Punkte). Platz vier ging mit 78 Punkten an Belgien. Die Schweiz wurde Fünfter mit 67 Punkten vor den Niederlanden (sechzig Punkte).

## Besondere sportliche Leistung
Im Kugelstoßen stellte der bundesdeutsche Vertreter Heinfried Birlenbach mit 20,18 m einen neuen Europarekord (ER) auf.

## Legende
Kurze Übersicht zur Bedeutung der Symbolik – so üblicherweise auch in sonstigen Veröffentlichungen verwendet:
| DNF | nicht im Ziel (did not finish) |
| DSQ | disqualifiziert                |
| DNS | nicht am Start (did not start) |
| NMH | keine Höhe (No Mark)           |
| ogV | ohne gültigen Versuch          |
| ER  | Europarekord                   |

## Resultate

### 100 m
| Platz | Athlet           | Land | Zeit (s) |
| ----- | ---------------- | ---- | -------- |
| 1     | Roger Bambuck    | FRA  | 10,2     |
| 2     | Gerhard Wucherer | FRG  | 10,4     |
| 3     | Ennio Preatoni   | ITA  | 10,4     |
| 4     | Adrian de Jong   | NLD  | 10,7     |
| 5     | Ruedi Oegerli    | SUI  | 10,7     |
| 6     | Édouard Leroy    | BEL  | 10,9     |

Datum: 20. Juli

### 200 m
| Platz | Athlet            | Land | Zeit (s) |
| ----- | ----------------- | ---- | -------- |
| 1     | Roger Bambuck     | FRA  | 20,6     |
| 2     | Joachim Eigenherr | FRG  | 20,8     |
| 3     | Livio Berruti     | ITA  | 21,0     |
| 4     | Leo de Winter     | NLD  | 21,1     |
| 5     | Philippe Housiaux | BEL  | 21,3     |
| 6     | Ruedi Oegerli     | SUI  | 21,7     |

Datum: 21. Juli

### 400 m
| Platz | Athlet                 | Land | Zeit (s) |
| ----- | ---------------------- | ---- | -------- |
| 1     | Helmar Müller          | FRG  | 46,5     |
| 2     | Jean-Claude Nallet     | FRA  | 46,7     |
| 3     | Fred van Herpen        | NLD  | 47,0     |
| 4     | Sergio Bello           | ITA  | 47,2     |
| 5     | Willy Vandenwyngaerden | BEL  | 47,7     |
| 6     | René Salm              | SUI  | 47,8     |

Datum: 20. Juli

### 800 m
| Platz | Athlet               | Land | Zeit (min) |
| ----- | -------------------- | ---- | ---------- |
| 1     | Franz-Josef Kemper   | FRG  | 1:49,4     |
| 2     | Hansueli Mumenthaler | SUI  | 1:49,7     |
| 3     | Rudi Simon           | BEL  | 1:49,7     |
| 4     | Michel Samper        | FRA  | 1:50,2     |
| 5     | Geert Udding         | NLD  | 1:50,3     |
| 6     | Gianni Del Buono     | ITA  | 1:51,2     |

Datum: 20. Juli

### 1500 m
| Platz | Athlet           | Land | Zeit (min) |
| ----- | ---------------- | ---- | ---------- |
| 1     | Bodo Tümmler     | FRG  | 3:48,3     |
| 2     | André Dehertoghe | BEL  | 3:49,6     |
| 3     | Francesco Arese  | ITA  | 3:50,5     |
| 4     | Hansruedi Knill  | SUI  | 3:50,8     |
| 5     | Gérard Colin     | FRA  | 3:51,2     |
| 6     | Kees van Loon    | NLD  | 3:52,4     |

Datum: 21. Juli

### 5000 m
| Platz | Athlet           | Land | Zeit (min) |
| ----- | ---------------- | ---- | ---------- |
| 1     | Gérard Vervoort  | FRA  | 14:26,0    |
| 2     | Harald Norpoth   | FRG  | 14:27,0    |
| 3     | Johnny Dumon     | BEL  | 14:27,8    |
| 4     | Renzo Finelli    | ITA  | 14:28,6    |
| 5     | Werner Schneiter | SUI  | 14:37,2    |
| 6     | Egbert Nijstad   | NLD  | 14:51,8    |

Datum: 20. Juli

### 10.000 m
| Platz | Athlet             | Land | Zeit (min) |
| ----- | ------------------ | ---- | ---------- |
| 1     | Willy Polleunis    | BEL  | 29:14,2    |
| 2     | No Opdenoordt      | NLD  | 29:14,2    |
| 3     | Lutz Philipp       | FRG  | 29:15,2    |
| 4     | Luden Rault        | FRA  | 29:20,0    |
| 5     | Reto Berthel       | SUI  | 29:28,6    |
| 6     | Giuseppe Ardizzone | ITA  | 31:17,2    |

Datum: 21. Juli

### Marathon
| Platz | Athlet                        | Land | Zeit (h)  |
| ----- | ----------------------------- | ---- | --------- |
| 01    | Antonio Ambu                  | ITA  | 2:21:20,6 |
| 02    | René Combes                   | FRA  | 2:21:25,0 |
| 03    | Maurice Peiren                | BEL  | 2:21:30,0 |
| 04    | Hubert Riesner                | FRG  | 2:22:16,8 |
| 05    | Karl-Heinz Sievers            | FRG  | 2:22:23,0 |
| 06    | Friedrich-Wilhelm Wiggershaus | FRG  | 2:23:10,6 |
| 07    | Aad Steylen                   | NLD  | 2:24:22,0 |
| 08    | Paolo Accaputo                | ITA  | 2:25:49,2 |
| 09    | Osvaldo Segrada               | ITA  | 2:26:10,4 |
| 10    | Joseph Rombaux                | BEL  | 2:27:35,0 |
| 11    | Josef Gwerder                 | SUI  | 2:27:42,8 |
| 12    | Helmut Kunisch                | SUI  | 2:28:19,2 |
| 13    | François Lacour               | FRA  | 2:29:36,4 |
| 14    | Edgar Friedli                 | SUI  | 2:31:00,2 |
| 15    | Dieter Segieth                | FRG  | 2:31:13,2 |
| 16    | Wim Hol                       | NLD  | 2:31:50,4 |
| 17    | Willy Vergisson               | BEL  | 2:36:30,6 |
| 18    | Pierre Heuse                  | BEL  | 2:37:18,8 |
| 19    | Alois Gwerder                 | SUI  | 2:38:15,4 |
| 20    | Jacques Smits                 | NLD  | 2:38:15,4 |
| 21    | Bernard Guilbert              | FRA  | 2:46:14,2 |

Datum: 20. Juli
Je ein französischer, italienischer und niederländischer Läufer gab auf.

### 110 m Hürden
| Platz | Athlet             | Land | Zeit (s) |
| ----- | ------------------ | ---- | -------- |
| 1     | Eddy Ottoz         | ITA  | 13,5     |
| 2     | Hinrich John       | FRG  | 14,0     |
| 3     | Wilfried Geeroms   | BEL  | 14,2     |
| 4     | Werner Kühn        | SUI  | 14,4     |
| 5     | Pierre Schoebel    | FRA  | 15,0     |
| 6     | Hans van Enkhuizen | NLD  | 15,3     |

Datum: 21. Juli

### 400 m Hürden
| Platz | Athlet           | Land | Zeit (s) |
| ----- | ---------------- | ---- | -------- |
| 1     | Gerhard Hennige  | FRG  | 50,5     |
| 2     | Roberto Frinolli | ITA  | 50,7     |
| 3     | Wilfried Geeroms | BEL  | 51,0     |
| 4     | Hansjörg Wirz    | SUI  | 51,8     |
| 5     | Robert Poirier   | FRA  | 52,0     |
| 6     | Harry Dost       | NLD  | 55,2     |

Datum: 20. Juli

### 3000 m Hindernis
| Platz | Athlet               | Land | Zeit (min) |
| ----- | -------------------- | ---- | ---------- |
| 1     | Gaston Roelants      | BEL  | 8:29,2     |
| 2     | Guy Texereau         | FRA  | 8:34,6     |
| 3     | Willy Willems        | NLD  | 8:45,0     |
| 4     | Klaus-Ludwig Brosius | FRG  | 8:49,6     |
| 5     | Hans Menet           | SUI  | 8:50,8     |
| 6     | Brunello Bertolin    | ITA  | 8:54,8     |

Datum: 21. Juli

### 4 × 100 m Staffel
| Platz | Besetzung      | Land                                                         | Zeit (s) |
| ----- | -------------- | ------------------------------------------------------------ | -------- |
| 1     | BR Deutschland | Karl-Peter Schmidtke Gert Metz Edgar Krüger Gerhard Wucherer | 40,2     |
| 2     | Niederlande    | C. Jansen Leo de Winter Adrian de Jong Smeullen              | 40,8     |
| 3     | Schweiz        | Philippe Clerc Edy Hubacher Ruedi Oegerli Max Barandun       | 41,2     |
| 4     | Belgien        | Guy Stas Bernard Rossignol Édouard Leroy Philippe Housiaux   | 41,2     |
| DSQ   | Frankreich     |                                                              |          |
| DSQ   | Italien        |                                                              |          |

### 4 × 400 m Staffel
| Platz | Besetzung      | Land                                                                | Zeit (min) |
| ----- | -------------- | ------------------------------------------------------------------- | ---------- |
| 1     | BR Deutschland | Friedrich Roderfeld Manfred Kinder Martin Jellinghaus Helmar Müller | 3:05,0     |
| 2     | Italien        | Sergio Ottolina Furio Fusi Francesco Bianchi Sergio Bello           | 3:05,8     |
| 3     | Frankreich     | Christian Nicolau Bernard Martin Pierre Gaudry Jean-Claude Nallet   | 3:08,5     |
| 4     | Niederlande    | Teeuw Rijn van den Heuvel Rudo Lievense Fred van Herpen             | 3:08,5     |
| 5     | Schweiz        | Schilten Marco Montalbetti Daniel Riedo René Salm                   | 3:12,7     |
| 6     | Belgien        | Willy Vandenwyngaerden Karel Brems de Mey Muhy                      | 3:13,5     |

Datum: 21. Juli

### Hochsprung
| Platz | Athlet           | Land | Höhe (m) |
| ----- | ---------------- | ---- | -------- |
| 1     | Ingomar Sieghart | FRG  | 2,06     |
| 2     | Giacomo Crosa    | ITA  | 2,06     |
| 3     | Henri Elliott    | FRA  | 2,06     |
| 4     | Michel Portmann  | SUI  | 2,03     |
| 5     | Ben Lesterhuis   | NLD  | 2,00     |
| 6     | Yves Theisen     | BEL  | 1,95     |

Datum: 21. Juli

### Stabhochsprung
| Platz | Athlet           | Land | Höhe (m) |
| ----- | ---------------- | ---- | -------- |
| 1     | Renato Dionisi   | ITA  | 5,10     |
| 2     | Hervé d’Encausse | FRA  | 5,00     |
| 3     | Klaus Lehnertz   | FRG  | 4,80     |
| 4     | Paul Coppejans   | BEL  | 4,40     |
| 5     | Fritz Siegrist   | SUI  | 4,40     |
| NMH   | Servee Wijsen    | NLD  | ogV      |

Datum: 20. Juli

### Weitsprung
| Platz | Athlet            | Land | Weite (m) |
| ----- | ----------------- | ---- | --------- |
| 1     | Jack Pani         | FRA  | 7,86      |
| 2     | Reinhold Boschert | FRG  | 7,38      |
| 3     | Philippe Housiaux | BEL  | 7,36      |
| 4     | Pierluigi Gatti   | ITA  | 7,12      |
| 5     | Huub Pappers      | NLD  | 6,95      |
| 6     | Werner Duttweiler | SUI  | 6,91      |

Datum: 20. Juli

### Dreisprung
| Platz | Athlet             | Land | Weite (m) |
| ----- | ------------------ | ---- | --------- |
| 1     | Giuseppe Gentile   | ITA  | 15,89     |
| 2     | Michael Sauer      | FRG  | 15,75     |
| 3     | Christian Martigne | FRA  | 15,02     |
| 4     | Henk Evers         | NLD  | 14,78     |
| 5     | Marco Lardi        | SUI  | 14,58     |
| 6     | Albert Van Hoorn   | BEL  | 13,85     |

Datum: 21. Juli

### Kugelstoßen
| Platz | Athlet               | Land | Weite (m) |
| ----- | -------------------- | ---- | --------- |
| 1     | Heinfried Birlenbach | FRG  | 20,18 ER  |
| 2     | Edy Hubacher         | SUI  | 18,93000  |
| 3     | Pierre Colnard       | FRA  | 18,55000  |
| 4     | Bertrand De Decker   | BEL  | 16,67000  |
| 5     | Silvano Meconi       | ITA  | 16,04000  |
| 6     | Lesterhuis           | NLD  | 13,97000  |

Datum: 20. Juli

### Diskuswurf
| Platz | Athlet             | Land | Weite (m) |
| ----- | ------------------ | ---- | --------- |
| 1     | Hein-Direck Neu    | FRG  | 59,94     |
| 2     | Silvano Simeon     | ITA  | 56,38     |
| 3     | Edy Hubacher       | SUI  | 52,28     |
| 4     | Pierre Alard       | FRA  | 52,20     |
| 5     | Harry Zitzen       | NLD  | 50,82     |
| 6     | Bertrand De Decker | BEL  | 48,56     |

Datum: 21. Juli

### Hammerwurf
| Platz | Athlet             | Land | Weite (m) |
| ----- | ------------------ | ---- | --------- |
| 1     | Hans Fahsl         | FRG  | 68,68     |
| 2     | Gian Paolo Urlando | ITA  | 63,46     |
| 3     | Henri Warczyglowa  | FRA  | 62,88     |
| 4     | Walter Grob        | SUI  | 60,40     |
| 5     | Marcel Hertogs     | BEL  | 58,88     |
| 6     | Wim Schoemaker     | NLD  | 49,88     |

Datum: 21. Juli

### Speerwurf
| Platz | Athlet              | Land | Weite (m) |
| ----- | ------------------- | ---- | --------- |
| 1     | Hermann Salomon     | FRG  | 75,56     |
| 2     | Urs von Wartburg    | SUI  | 72,50     |
| 3     | Jean François Monet | FRA  | 71,58     |
| 4     | Guy Van Zeune       | BEL  | 69,94     |
| 5     | Vanni Rodeghiero    | ITA  | 67,68     |
| 6     | Piet Olofsen        | NLD  | 66,94     |

Datum: 20. Juli

## Zehnkampf
| Platz | Name                 | Nation | Punkte | 100 m  | Weit- sprung | Kugel- stoßen | Hoch- sprung | 400 m  | 110 m Hürden                 | Diskus- wurf                 | Stabhoch- sprung             | Speer- wurf                  | 1500 m                       |
| ----- | -------------------- | ------ | ------ | ------ | ------------ | ------------- | ------------ | ------ | ---------------------------- | ---------------------------- | ---------------------------- | ---------------------------- | ---------------------------- |
| 01    | Roger Lespagnard     | BEL    | 7297   | 11,3 s | 6,79 m       | 12,98 m       | 1,92 m       | 49,8 s | 16,0 s                       | 37,72 m                      | 4,30 m                       | 47,42 m                      | 4:20,9 min                   |
| 02    | Edward de Noorlander | NLD    | 7272   | 11,5 s | 6,95 m       | 14,28 m       | 1,86 m       | 51,0 s | 15,0 s                       | 38,82 m                      | 3,80 m                       | 48,40 m                      | 4:20,1 min                   |
| 03    | Jean-Pierre Duclos   | FRA    | 7162   | 11,4 s | 7,15 m       | 13,60 m       | 1,80 m       | 51,4 s | 15,4 s                       | 38,72 m                      | 4,10 m                       | 57,16 m                      | 4:52,3 min                   |
| 04    | Charlemagne Anyamah  | FRA    | 7122   | 11,4 s | 6,29 m       | 13,49 m       | 1,83 m       | 49,8 s | 15,5 s                       | 40,48 m                      | 4,10 m                       | 56,64 m                      | 4:46,7 min                   |
| 05    | Heiner Romberg       | FRG    | 7090   | 11,3 s | 6,62 m       | 14,07 m       | 1,83 m       | 49,4 s | 15,5 s                       | 42,06 m                      | 3,70 m                       | 48,92 m                      | 4:46,0 min                   |
| 06    | Robert Kozma         | FRA    | 6942   | 11,8 s | 6,02 m       | 13,15 m       | 1,70 m       | 50,0 s | 15,7 s                       | 44,46 m                      | 4,00 m                       | 49,58 m                      | 4:19,5 min                   |
| 07    | Herbert Swoboda      | FRG    | 6912   | 11,1 s | 6,54 m       | 13,04 m       | 1,75 m       | 52,9 s | 16,4 s                       | 40,88 m                      | 3,95 m                       | 58,44 m                      | 4:48,4 min                   |
| 08    | Bruno Poserina       | ITA    | 6834   | 11,8 s | 6,58 m       | 13,36 m       | 1,80 m       | 52,7 s | 15,2 s                       | 40,44 m                      | 3,60 m                       | 56,28 m                      | 4:46,6 min                   |
| 09    | Kurt Altherr         | SUI    | 6754   | 11,6 s | 6,45 m       | 13,09 m       | 1,70 m       | 51,1 s | 16,8 s                       | 38,12 m                      | 4,10 m                       | 56,60 m                      | 4:45,0 min                   |
| 10    | Sergio Rossetti      | ITA    | 6749   | 11,4 s | 6,75 m       | 11,38 m       | 1,95 m       | 52,8 s | 16,0 s                       | 36,84 m                      | 3,80 m                       | 52,64 m                      | 4:57,5 min                   |
| 11    | Musulin              | ITA    | 6643   | 11,3 s | 6,80 m       | 11,24 m       | 1,89 m       | 53,0 s | 15,4 s                       | 36,02 m                      | 3,70 m                       | 52,30 m                      | 5:12,6 min                   |
| 12    | Rolf Ehrbar          | SUI    | 6635   | 11,6 s | 6,17 m       | 12,60 m       | 1,75 m       | 51,5 s | 17,0 s                       | 37,54 m                      | 4,00 m                       | 63,10 m                      | 4:59,1 min                   |
| 13    | Marc Fontaine        | BEL    | 6547   | 11,5 s | 6,10 m       | 11,21 m       | 1,70 m       | 50,3 s | 15,8 s                       | 40,90 m                      | 3,20 m                       | 50,24 m                      | 4:26,2 min                   |
| 14    | Freek Stam           | NLD    | 6518   | 11,8 s | 6,21 m       | 11,93 m       | 1,75 m       | 51,9 s | 15,5 s                       | 36,58 m                      | 3,60 m                       | 54,34 m                      | 4:45,8 min                   |
| 15    | Guido Ciceri         | SUI    | 6449   | 11,5 s | 6,79 m       | 14,02 m       | 1,89 m       | 49,0 s | 15,2 s                       | 39,10                        | NMH                          | 52,54 m                      | 4:44,6 min                   |
| 16    | Frasca               | ITA    | 6438   | 11,2 s | 6,29 m       | 11,88 m       | 1,65 m       | 51,6 s | 15,2 s                       | 34,06 m                      | 3,70 m                       | 61,72 m                      | 5:12,2 min                   |
| 17    | Martin Mathys        | SUI    | 6300   | 11,5 s | 6,15 m       | 11,34 m       | 1,75 m       | 53,5 s | 15,7 s                       | 35,14 m                      | 3,90 m                       | 58,16 m                      | 5:12,0 min                   |
| 18    | Bode                 | NLD    | 6219   | 11,4 s | 6,35 m       | 11,48 m       | 1,65 m       | 50,4 s | 16,0 s                       | 37,14 m                      | 2,60 m                       | 46,20 m                      | 4:32,1 min                   |
| 19    | Jürgen Poelke        | FRG    | 6092   | 11,6 s | 6,25 m       | 12,82 m       | 1,80 m       | 51,4 s | 16,4 s                       | 38,66 m                      | NMH                          | 56,88 m                      | 4:28,8 min                   |
| DNF   | Antoine Meyer        | FRA    |        | 10,9 s | 7,14 m       | 10,89 m       | 1,70 m       | 49,4 s | 15,6 s                       | 32,60 m                      | 3,20 m                       | 50,20 m                      | DNS                          |
| DNF   | Bert Krijnen         | NLD    |        | 12,3 s | 6,38 m       | 11,98 m       | 1,89 m       | 54,5 s | 15,6 s                       | 36,34 m                      | 4,00 m                       | DNS                          |                              |
| DNF   | Wolfgang Linkmann    | FRG    |        | 11,2 s | 6,69 m       | 13,79 m       | 1,70 m       | 51,5 s | 15,2 s                       | 47,32 m                      | DNS                          | Aufgabe nach dem Diskuswurf  | Aufgabe nach dem Diskuswurf  |
| DNF   | Jozef Kloeck         | BEL    |        | 11,8 s | 6,06 m       | 13,43 m       | DNS          |        | Aufgabe nach dem Kugelstoßen | Aufgabe nach dem Kugelstoßen | Aufgabe nach dem Kugelstoßen | Aufgabe nach dem Kugelstoßen | Aufgabe nach dem Kugelstoßen |

Datum: 20./21. Juli
Die Schweiz stellte nur drei Zehnkämpfer.

## Einzelbeleg
1. ↑  Athletics - Progression of European records (englisch), https://sport-record.de 1. Oktober 2019 (PDF; 1279 KB), abgerufen am 3. Dezember 2024

SUI-FRG Geher (Männer) |
NLD-FRG-SUI Straßenlauf (M) |
FRG-GBR-CSK Geher (M) |
FRA-FRG-SUI Geher (M) |
FRA-FRG (M) |
FRG-NLD-ROU (Frauen) |
FRG-HUN (M) |
NLD-FRG Fünfkampf (F) |
ITA-FRG-BEL-FRA-NLD-SUI (M) |
FRG-FRA (F) |
GBR-FRG (F) |
FRG-Skandinavien (F) |
FRG-FRA-SUI Zehnkampf (M)